# Autruche
Struthio
Pour les articles homonymes, voir Autruche (homonymie).
Genre
Les autruches, qui forment le genre Struthio, sont des oiseaux de la famille des Struthionidae. Le mot dérive de l'italien ostruce, lui-même issu du latin avis struthio, d'après le grec ancien στρουθίων / strouthiôn.
Au XXIe siècle, il ne reste plus dans ce genre que deux espèces vivantes, voire une seule selon que les auteurs considèrent l'Autruche de Somalie comme étant une espèce distincte ou une simple sous-espèce de l'Autruche d'Afrique.

## Histoire
Aristote parle de l’autruche aux livres I et II des Parties des animaux, ainsi que dans le livre II de la Génération des animaux. Empruntant de nombreux passages à Aristote, le livre X de l’Histoire naturelle de Pline l'Ancien, consacré aux oiseaux, s’ouvre sur l’autruche. Pline la considérait comme un animal intermédiaire entre les mammifères et les oiseaux.
La sous-espèce d’autruche Struthio camelus syriacus est attestée au Moyen-Orient jusqu’à son extermination au XXe siècle. Pendant les quinze millions d’années qui ont précédé, du début du Miocène jusqu’à la fin du Pléistocène, des autruches de différentes espèces, dont certaines de grande taille comme Struthio wimani, Struthio anderssoni ou le genre Pachystruthio, qui pesait jusqu'à environ 300 kg, ont vécu en Eurasie dans ce qui est aujourd’hui la steppe eurasienne, y compris durant les périodes glaciaires pendant lesquelles elles ont voisiné avec des mammouths, des rhinocéros laineux et, vers la fin, avec les premiers humains,.

## Taxinomie

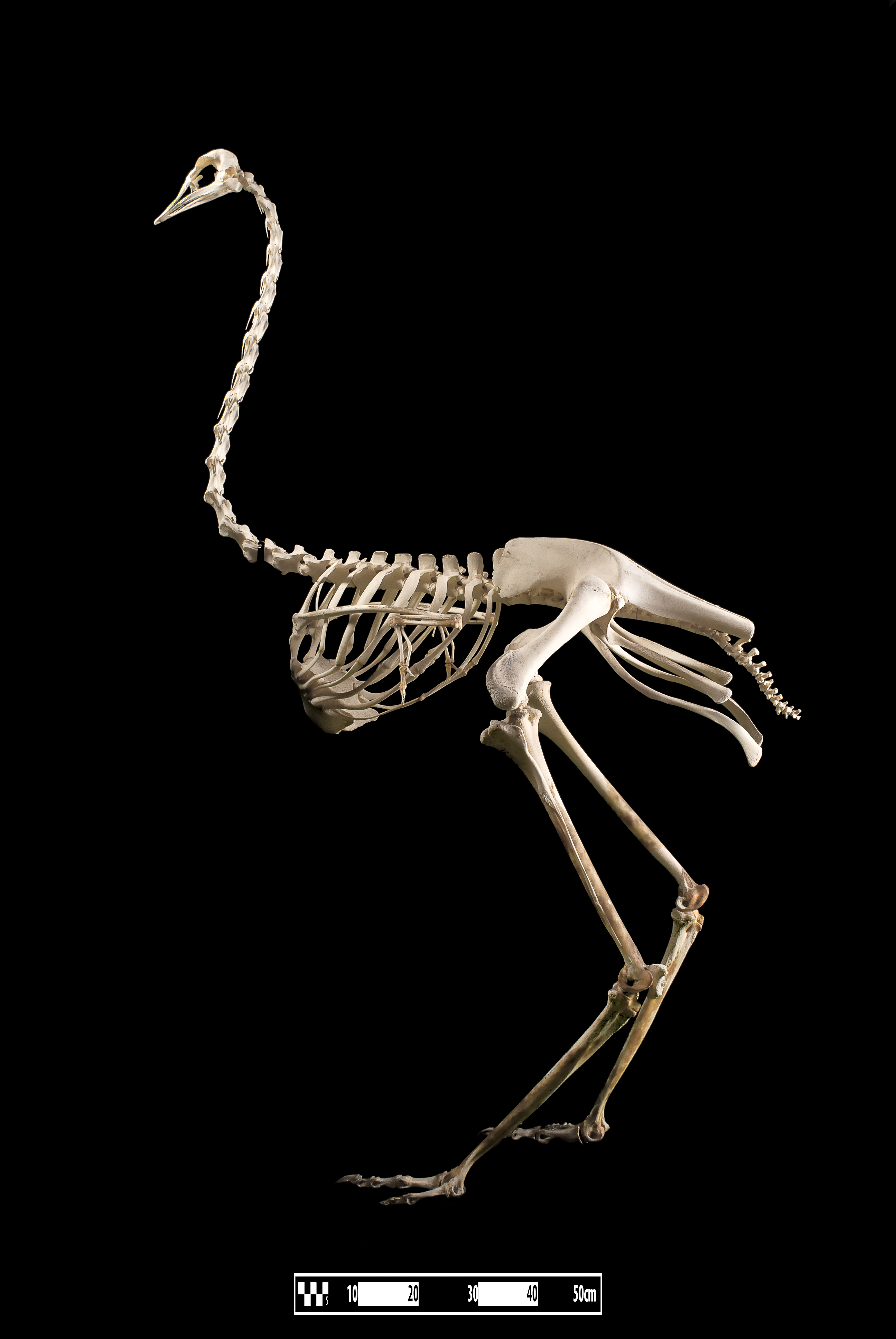
Squelette d'autruche.

D'après la classification de référence (version 3.2, 2012) du Congrès ornithologique international :
- Struthio camelus – Autruche d'Afrique
- Struthio australis – Autruche d'Afrique du Sud
- Struthio molybdophanes – Autruche de Somalie

Toutefois, Struthio molybdophanes est considérée par la plupart des références taxinomiques comme une sous-espèce de Struthio camelus. Elle vit en Éthiopie, au Kenya du Nord et en Somalie.
La sous-espèce Struthio camelus syriacus qui vivait dans le Néguev et qui est mentionnée dans la Bible est désormais éteinte : elle a été chassée jusqu'à l'extinction totale entre 1930 et 1941.
Selon Paleobiology Database (6 nov. 2012) :
- Struthio asiaticus
- Struthio bradydactylus
- Struthio camelus
- Struthio camelus camelus. L'Autruche à cou rouge est une sous-espèce au bord de l'extinction. Nous[Qui ?] savons cependant qu'un groupe d'individus est actif dans le Parc national de Souss-Massa, dans le secteur Rockein[réf. nécessaire], où il vit aux côtés des derniers addax et gazelles dorcas. Cette espèce a la particularité d'avoir une pigmentation du cou et des pattes d'un rouge vif.
- Struthio chersonensis
- Struthio orlovi
- Struthio wimani

## Description

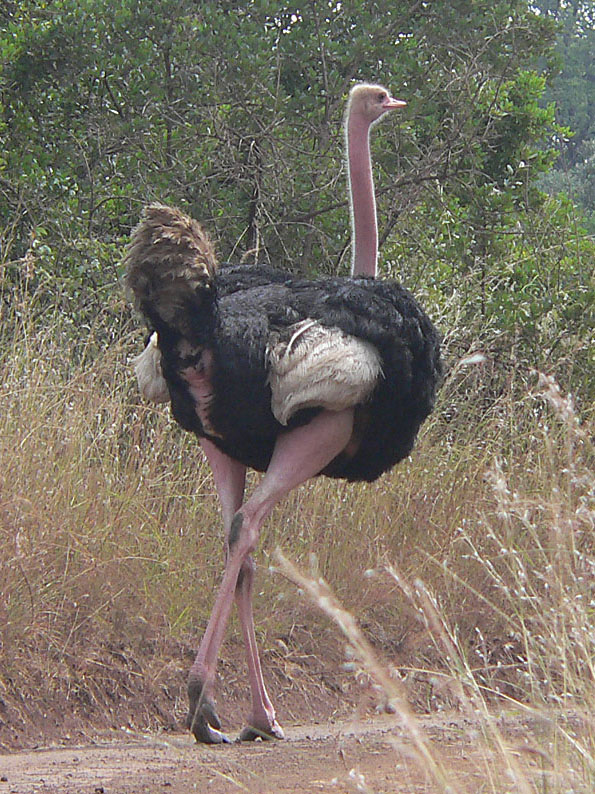
Autruche mâle de la sous-espèce Struthio camelus massaicus.

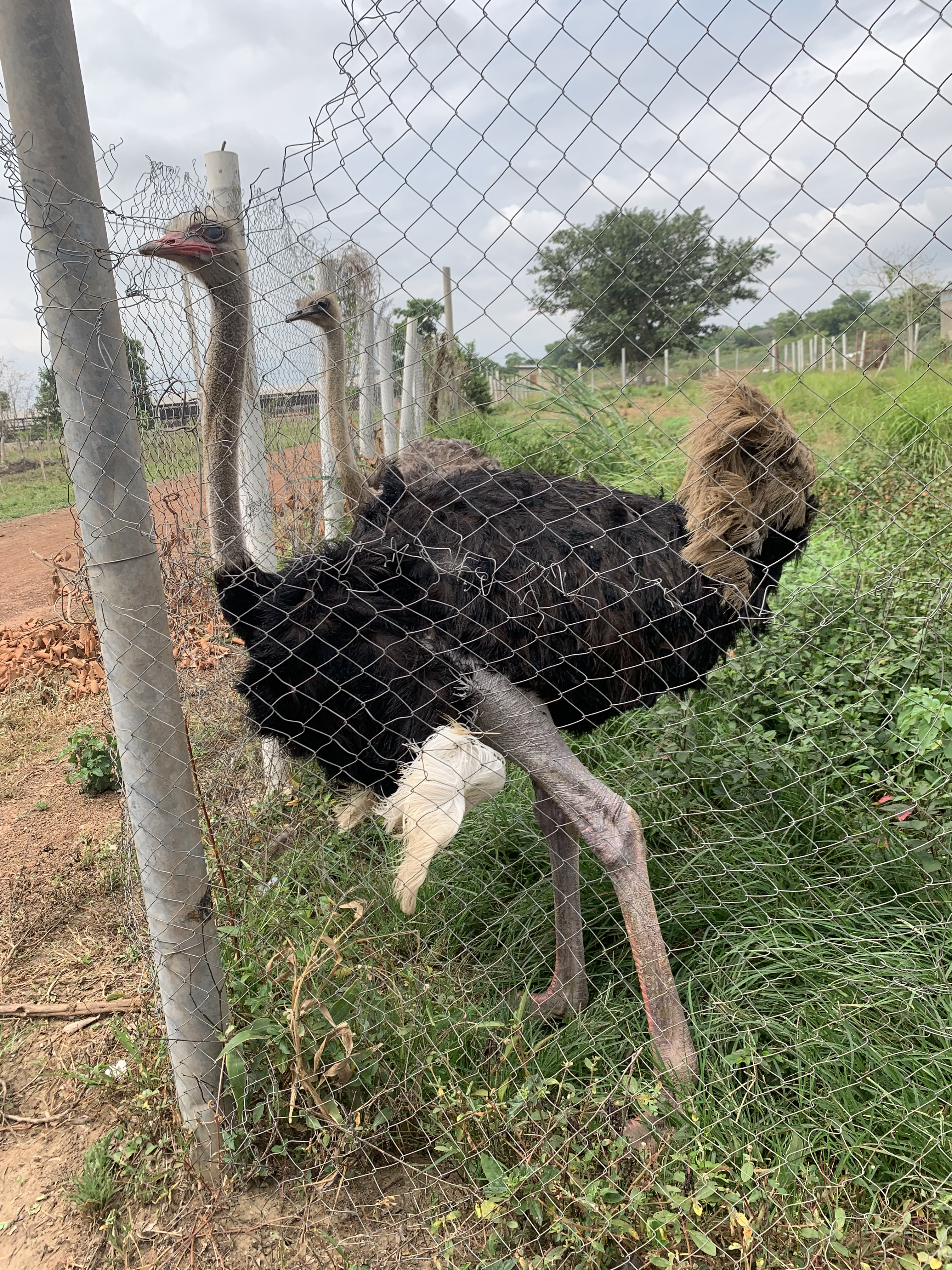
Couple d'autruche au nord de la Côte d'Ivoire, à Sinématiali

Oiseau de grande taille, deux mètres en moyenne pour les femelles, à 2,80 m pour les mâles avec un poids allant de 90 kg en moyenne pour les femelles à 150 kg pour les plus gros mâles, l'autruche est un oiseau qui ne vole pas, du fait de son anatomie. Son espérance de vie est d'environ soixante-dix ans (quarante ans en captivité). Elle représente aussi le plus grand oiseau actuel, mais, par le passé, il a existé des oiseaux de plus grandes tailles, appartenant à d'autres groupes (voir Aepyornithiformes, Dinornithidae). Elle figure sur la liste des espèces menacées de disparition selon l'Union internationale pour la conservation de la nature.
L’autruche est le plus rapide des oiseaux terrestres. Elle se déplace en marchant. Grâce à ses très longues pattes musclées comportant deux doigts chacune, et à ses genoux flexibles et souples, l'autruche est très rapide et endurante. Ainsi, elle peut courir à la vitesse de quarante km/h pendant une demi-heure et atteindre lors d'un sprint une vitesse moyenne de 70 km/h. Avec des pointes à 90 km/h sur de très courtes distances, elle est plus rapide que la lionne. L’autruche peut sauter 1,50 mètre en hauteur et 4 mètres en longueur. Ses pattes n’ont que deux doigts, elle se repose sur le doigt intérieur, le plus développé, lorsqu’elle court. La puissance de ses pattes, qui lui permet de courir aussi vite que des mammifères, compense son incapacité à voler.
À l’âge adulte, la tête et le cou de l’autruche sont dénudés ou garnis d’un duvet épais. La tête est petite proportionnellement au corps, et les yeux généralement plus gros que le cerveau. L'autruche a le plus gros yeux parmi les vertébrés terrestres. Le plumage du corps est abondant. Les ailes sont courtes mais normalement constituées. Il existe un important dimorphisme sexuel : le mâle possède un plumage noir avec l’extrémité des ailes blanches tandis que la femelle a un plumage brun terne.

### Habitat

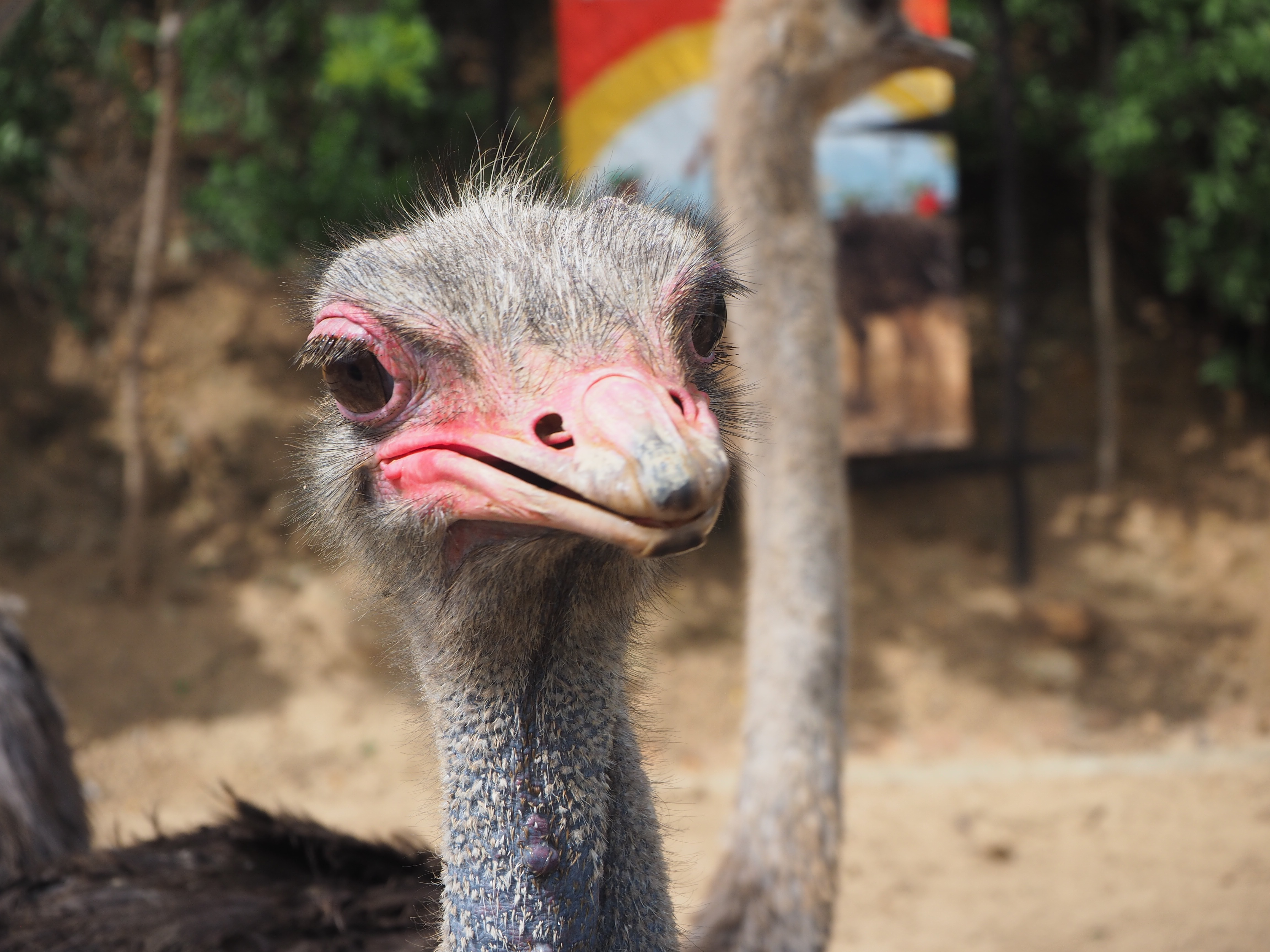
Habitat d'autruche en Colombie.

Elle habite dans la savane la plupart du temps, mais se rend dans des endroits humides pour pondre.

### Alimentation
Les autruches sont essentiellement herbivores, mais leur régime est varié ; elles sont capables d’ingérer tout ce qui passe à portée de leur bec.

### Ponte

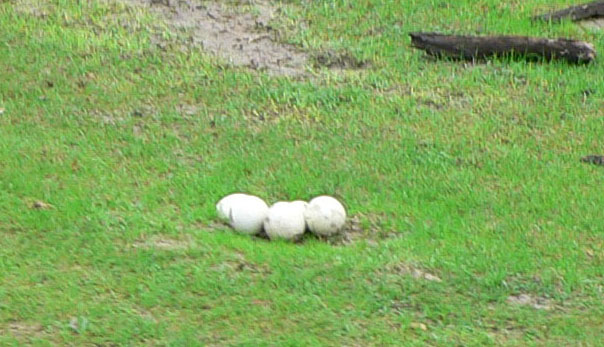
Un nid d’autruche.

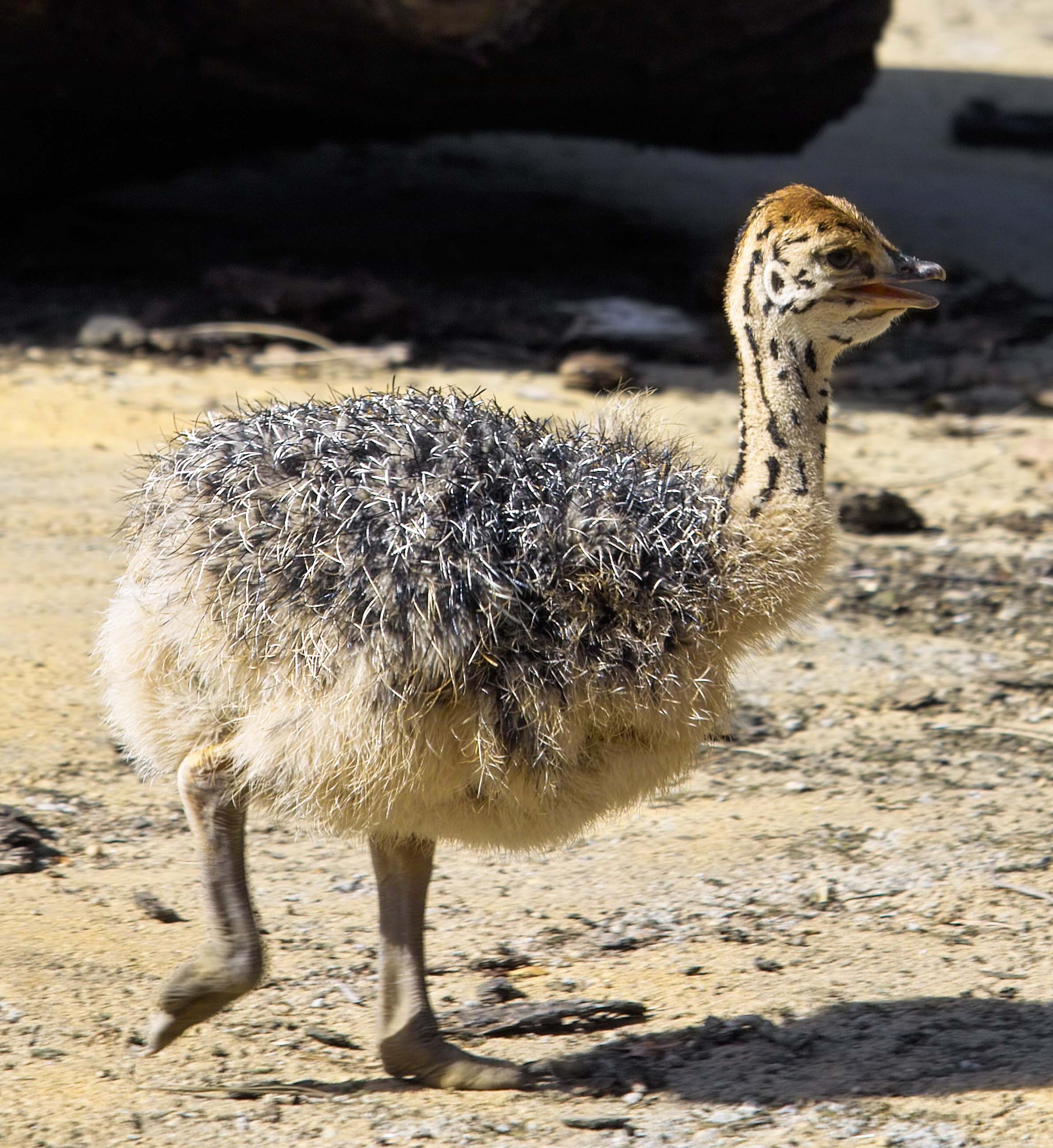
Autruchon.

Polygames vivant en bandes, les mâles aménagent une excavation profonde dans le sol servant de nid.
Au contraire de la majorité des oiseaux, les autruches mâles (comme également les canards et oies) possèdent un pénis.
Avec une masse comprise entre 1,2 et 1,8 kg, l’œuf d’autruche est le plus gros œuf à coquille d’animal vivant et donc la plus grande cellule du règne animal.

## Élevage

### Autorisations légales
En France, l’autruche n'étant pas reconnue comme étant un animal domestique en droit français et figurant sur la liste des espèces considérées comme dangereuses, le responsable de l'élevage avicole doit être titulaire d'un certificat de capacité pour l'entretien de ces oiseaux, l'établissement étant soumis à autorisation préfectorale d'ouverture.

### Méthode d'élevage

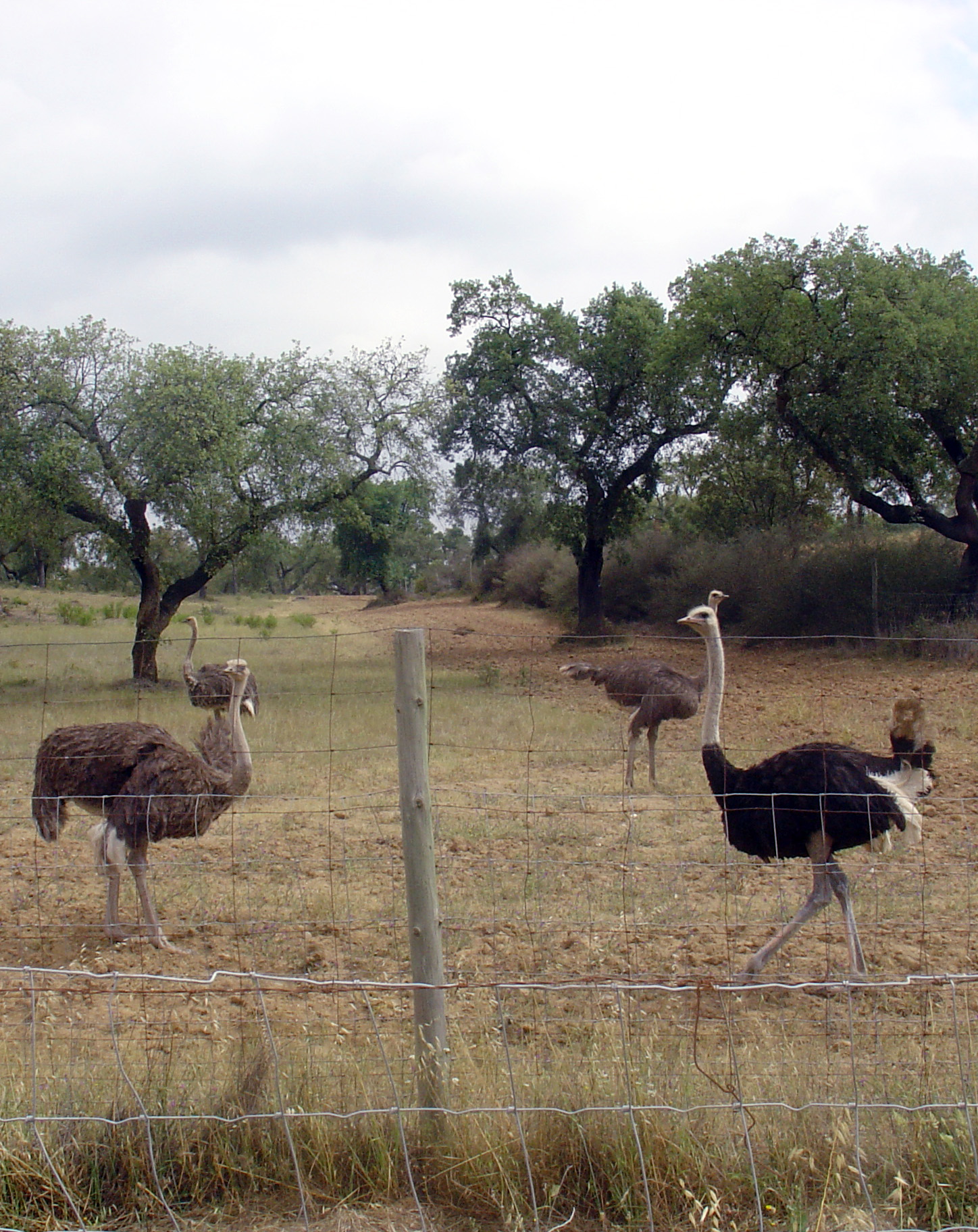
Autruches d'élevage.

Trois races d'autruches ont été sélectionnées pour l'élevage. Elles sont communément appelées « à nuque rouge », « à nuque bleue » et « noire du Cap ». Elles sont issues de différents croisements entre S. camelus camelus et S. camelus australis.
La ponte dans l'hémisphère nord commence à la mi-mars et se termine en août-septembre. Lorsque les œufs sont ramassés quotidiennement, la période de ponte se prolonge de quelques semaines. Cinquante œufs peuvent être ramassés pour chaque femelle durant une saison. Les œufs sont prélevés chaque soir lorsque le nid n'est pas protégé par l'un des parents (pendant la distribution de nourriture). Une fois ramassés, les œufs sont aseptisés[Comment ?] puis stockés dans une pièce à une température de 14 à 15 °C avec une hygrométrie de 45 à 50 %, placés sur du sable ou sur un lit de graines avec deux retournements par jour et ce pendant une période n'excédant pas quinze jours. Ils sont ensuite mis en incubateur pendant 41 à 44 jours à 36,2 °C. Lorsque les petits percent la poche à air, les œufs sont retirés de l'incubateur pour être mis dans un éclosoir.

### Marché
Les autruches sont élevées commercialement depuis plus d’une centaine d’années (depuis 1838). Les élevages d’autruches sont considérés comme les « fermes de l’avenir » en raison de la grande variété de leurs produits (viande, cuir et plumes), de leur efficacité de production et de reproduction et de leur rentabilité potentielle élevée. Les exportations annuelles de cuir d’autruche en provenance d’Afrique du Sud vers les États-Unis, avant les sanctions commerciales, ont atteint le record de 90 000 pièces en 1986. Après cette date, la pénurie de peaux a entraîné une augmentation des prix. L’élevage d’autruches est devenu une activité intéressante dans laquelle divers entrepreneurs, en Europe et surtout aux États-Unis, se sont lancés pour essayer de satisfaire une partie de la demande internationale. L’élevage de l’autruche s’est, depuis les années 2000, implanté à l’échelle mondiale. Dans le recrutement des investisseurs, un important nombre d’escroqueries ont eu lieu, sur des promesses d’enrichissement rapide grâce aux élevages en Afrique du Sud et aux États-Unis.

### Produits de l'élevage

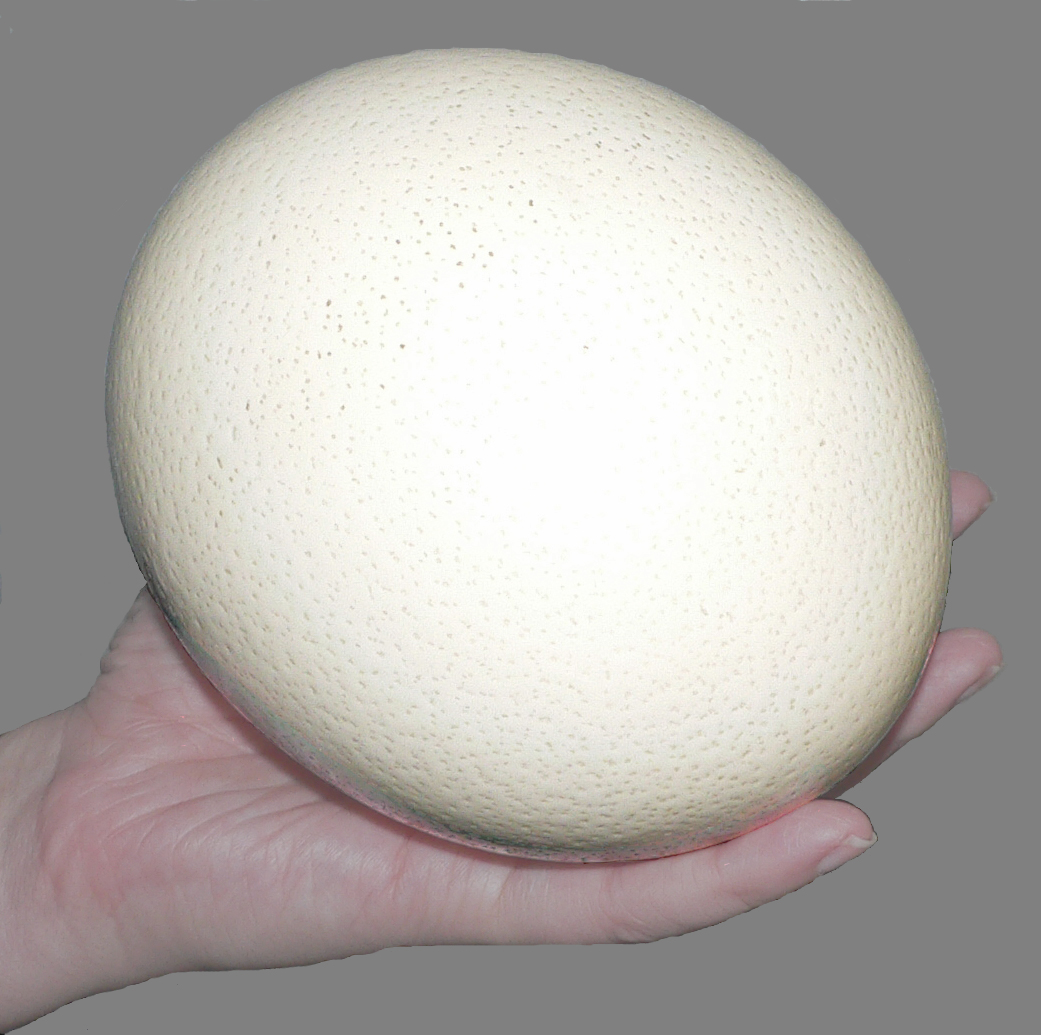
Œuf d’autruche.

Les autruches sont des oiseaux robustes, d’élevage facile, domestiqués depuis longtemps pour leurs plumes, leur viande, leur cuir et leurs œufs.
- La viande d’autruche apporte plus de protéines et de fer que la viande de bœuf, mais elle est beaucoup moins grasse (2 % de lipides contre 3 à 15 % pour le bœuf) et contient très peu de cholestérol. C'est une viande rouge qui peut se cuisiner comme le bœuf.
- Les plumes sont recherchées par les plumassiers pour les costumes et les accessoires. Celles du mâle sont blanches ou noires, celles des femelles sont grises. Elles sont également utilisées pour fabriquer des plumeaux antistatiques.
- Le cuir est très doux et ponctué de « perles » (marques d'insertion des plumes).
- Les œufs pèsent environ 1,6 kg et sont comestibles. La coquille est très épaisse et peut être ornementée pour en faire des objets décoratifs. Il faut trois quarts d'heure pour cuire un seul œuf d'autruche à la coque.
- la graisse est reconnue en Afrique comme produit utilisé contre les problèmes de peaux (peaux sèches, eczéma, etc.) et les problèmes articulaires (arthrose). C'est la graisse du ventre qui est utilisée, fondue à basse température (40 à 60 °C) et utilisée en friction quotidienne sur la zone concernée.

## Prédateurs
Bien que les autruches adultes ne possèdent pas vraiment de prédateurs, ils peuvent parfois se faire chasser par des guépards, des léopards ou des lions. La vitesse de leur course de même que la puissance des jambes servent de moyen de défense. Les autruches peuvent même tuer un humain, ou un prédateur comme un lion, avec un coup de pied et certaines personnes rapportent qu'elles n'hésitent pas à s'en servir en cas de danger. Les autruches causent environ deux morts humaines par an, en voulant défendre leur territoire.
Les jeunes autruches sont les proies des rapaces, des serpents et des hyènes.

## L’autruche dans la culture populaire

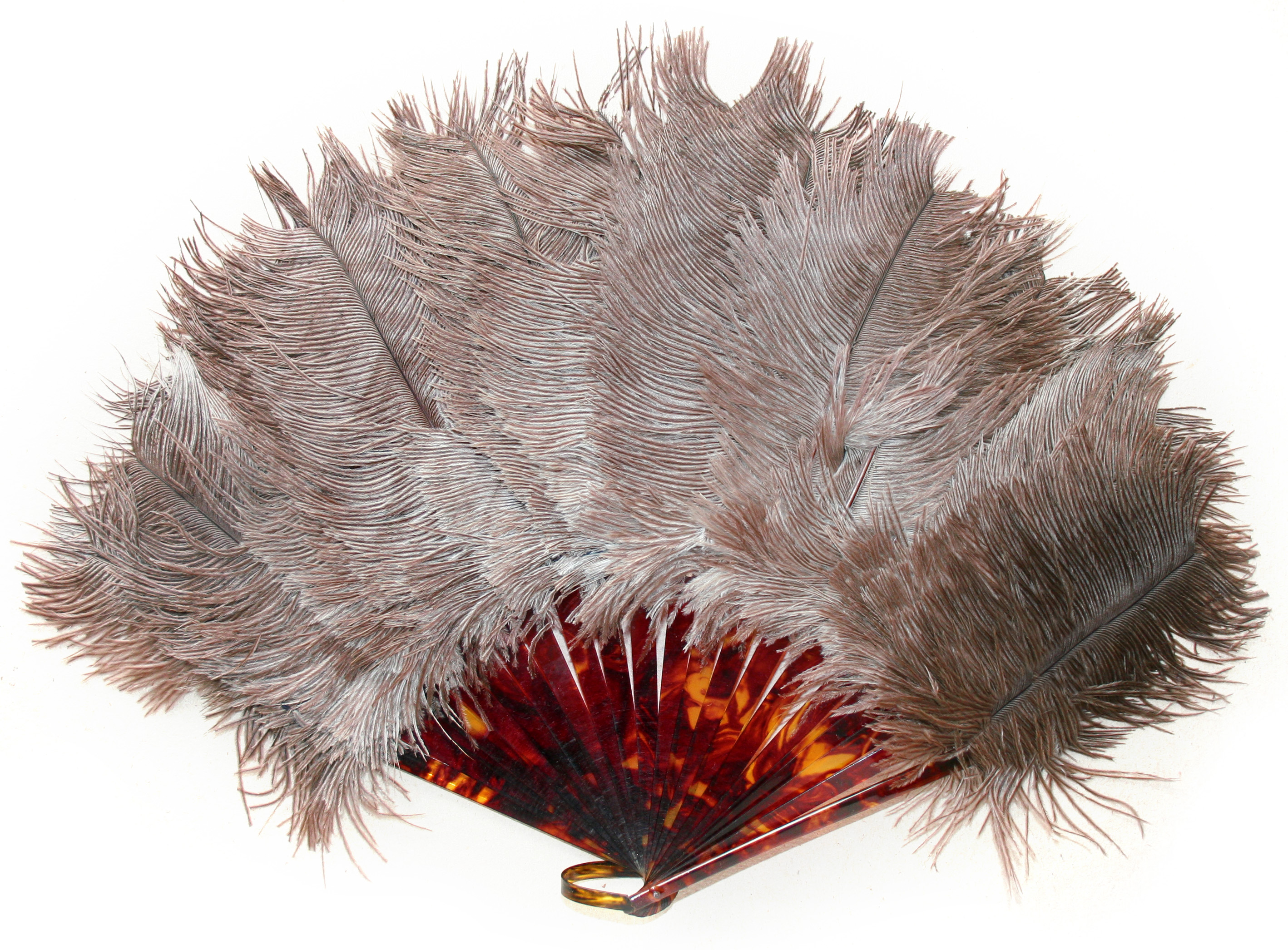
Éventail en plumes d'autruche, années 1920.

Aux XVe et XVIIIe siècles, les plumes d’autruche, article coûteux d’importation, sont fréquemment disposées sur les couvre-chefs de la noblesse, de la bourgeoisie, voire de certains uniformes comme ceux des mousquetaires ou des janissaires, pour manifester le prestige social de ces personnes. Aux XIXe et XXe siècles, les plumes d’autruches sont largement employées dans l’industrie de la mode et des spectacles de cabaret comme le French cancan, ce qui contribue à la raréfaction de ces animaux[réf. souhaitée]. Elles sont encore utilisées pour décorer des costumes folkloriques pour le carnaval : par exemple à Venise ou sur les hauts chapeaux que portent les Gilles lors des carnavals en Belgique et notamment le Carnaval de Binche : il s’agit généralement de plumes provenant des élevages.
Un idiotisme animalier part de l’idée reçue qu’une autruche effrayée resterait figée debout et la tête dans le sable au lieu de s’enfuir : cette croyance remonte au moins au Ier siècle de notre ère comme le rapporte Pline l'Ancien : « leur stupidité n’est pas moins singulière : elles s’imaginent, avec un corps si grand, que lorsqu’elles ont caché leur tête dans les broussailles on ne les voit plus ».

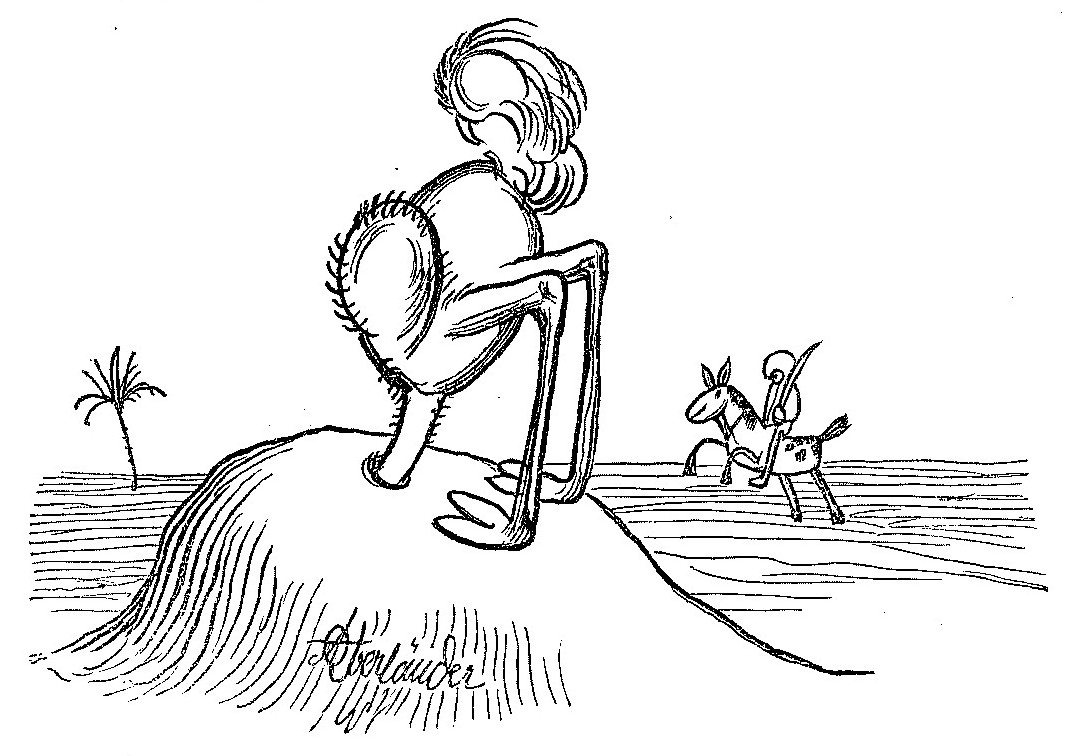
« Faire l'autruche » : illustration humoristique par Adolf Oberländer, dans Lustige Naturgeschichte oder Zoologia comica, 1877.

« Faire l’autruche » et « appliquer la politique de l’autruche » sont des expressions populaires issues du mythe relaté par Pline l’Ancien. Cette métaphore trouve différentes explications partant peut-être d’observations réelles, mais selon des interprétations erronées :
- pour rester invisible des prédateurs, l’autruche se fige au sol, couchée, la tête repliée. Cette stratégie paraît dérisoire à l’être humain, capable de la repérer facilement du fait de la hauteur de ses yeux, de sa vision binoculaire et en suivant ses empreintes, contrairement aux animaux quadrupèdes sensibles aux mouvements et aux signaux auditifs et olfactifs[14] ;
- pour aider sa digestion, l’autruche, comme d’autres oiseaux, avale quotidiennement de petits galets qu’elle picore au sol[15] ;
- elle picore aussi au sol pour se nourrir et passe donc une partie de la journée la tête au ras du sol[16] ;
- l’autruche pond ses œufs dans des creux qui font parfois jusqu’à 30 cm de profondeur dans les sols sableux. Lorsqu’elle retourne ses œufs et nettoie le nid, sa tête disparaît dans les herbes[16] ;
- lorsqu’elle se trouve dans une tempête de sable, l’autruche se couche et met la tête à ras du sol pour se protéger. Les Africains, voyant la scène de loin, en ont déduit que c’est signe de tempête[16].

### Autruches de fiction
- Lola de Téléchat de Roland Topor
- La séquence de la Danse des heures du film Fantasia met en scène des autruches ballerines.

## Recherche

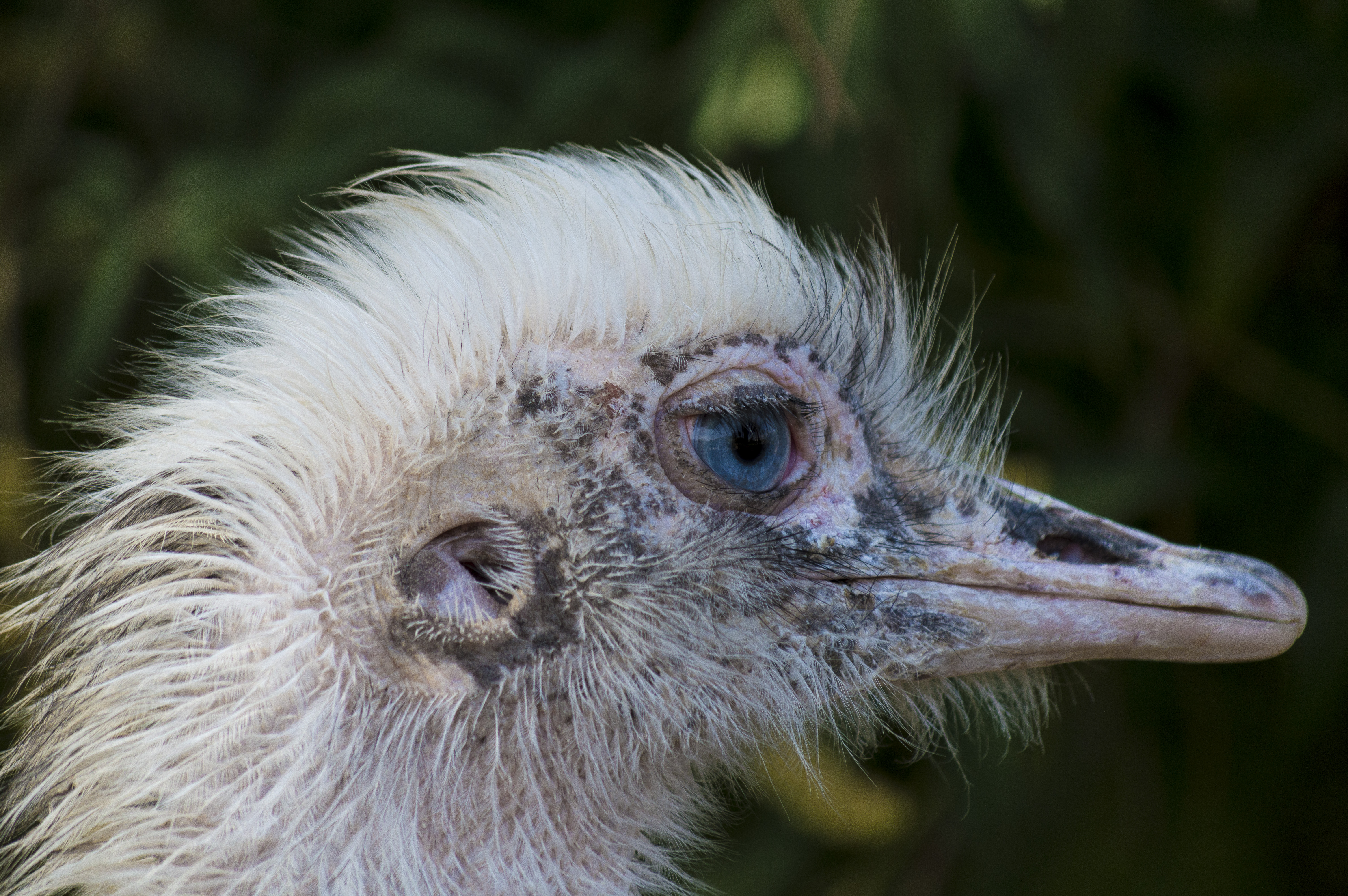
Tête de Struthio.

Cet animal a été le support de nombreuses études, ayant par exemple porté sur :
- Le sommeil (paradoxal notamment) de l'autruche a été étudié[17]
- L'ouïe, en particulier le rôle de l'« oreille moyenne »[18]

### Album

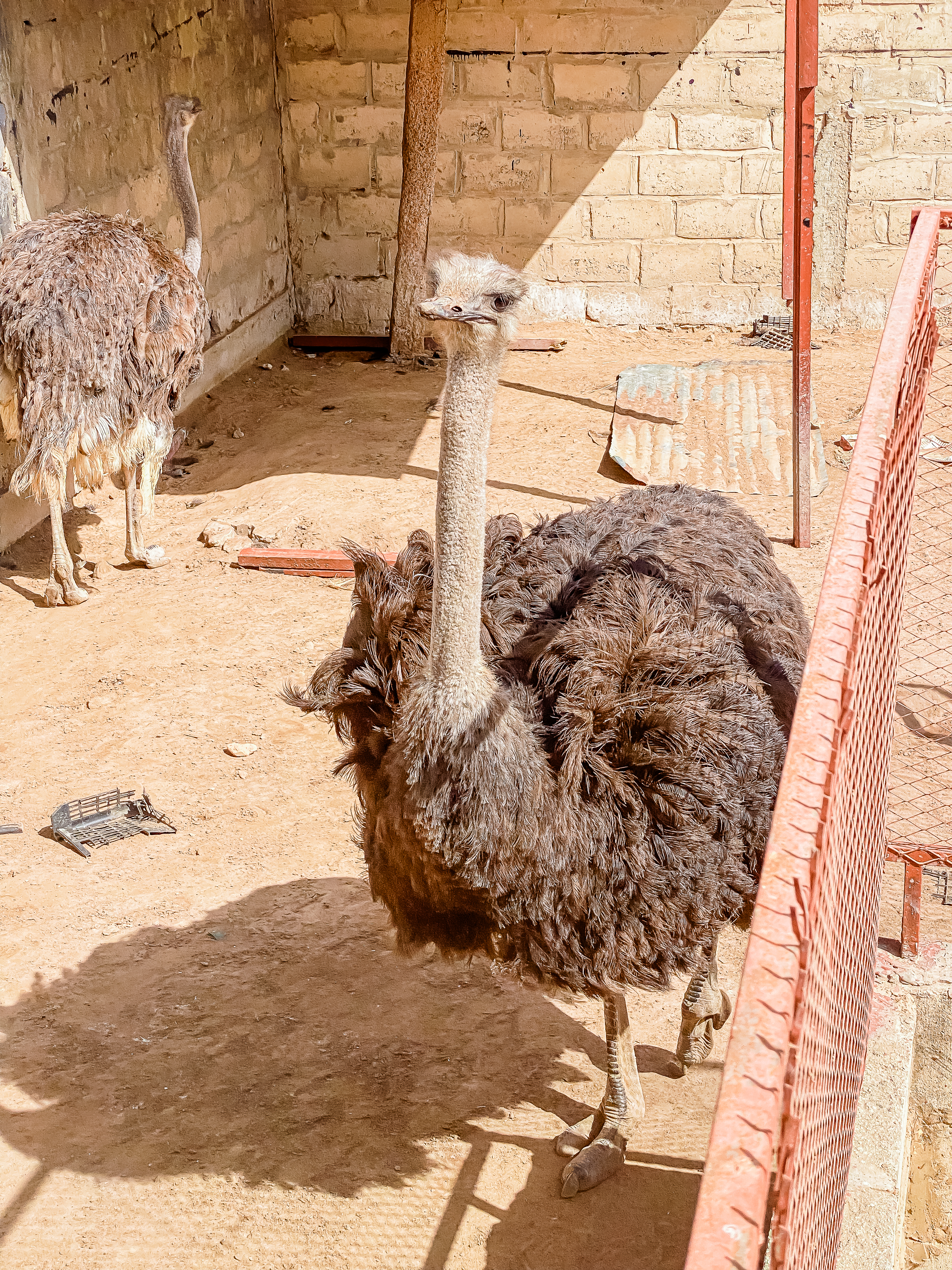
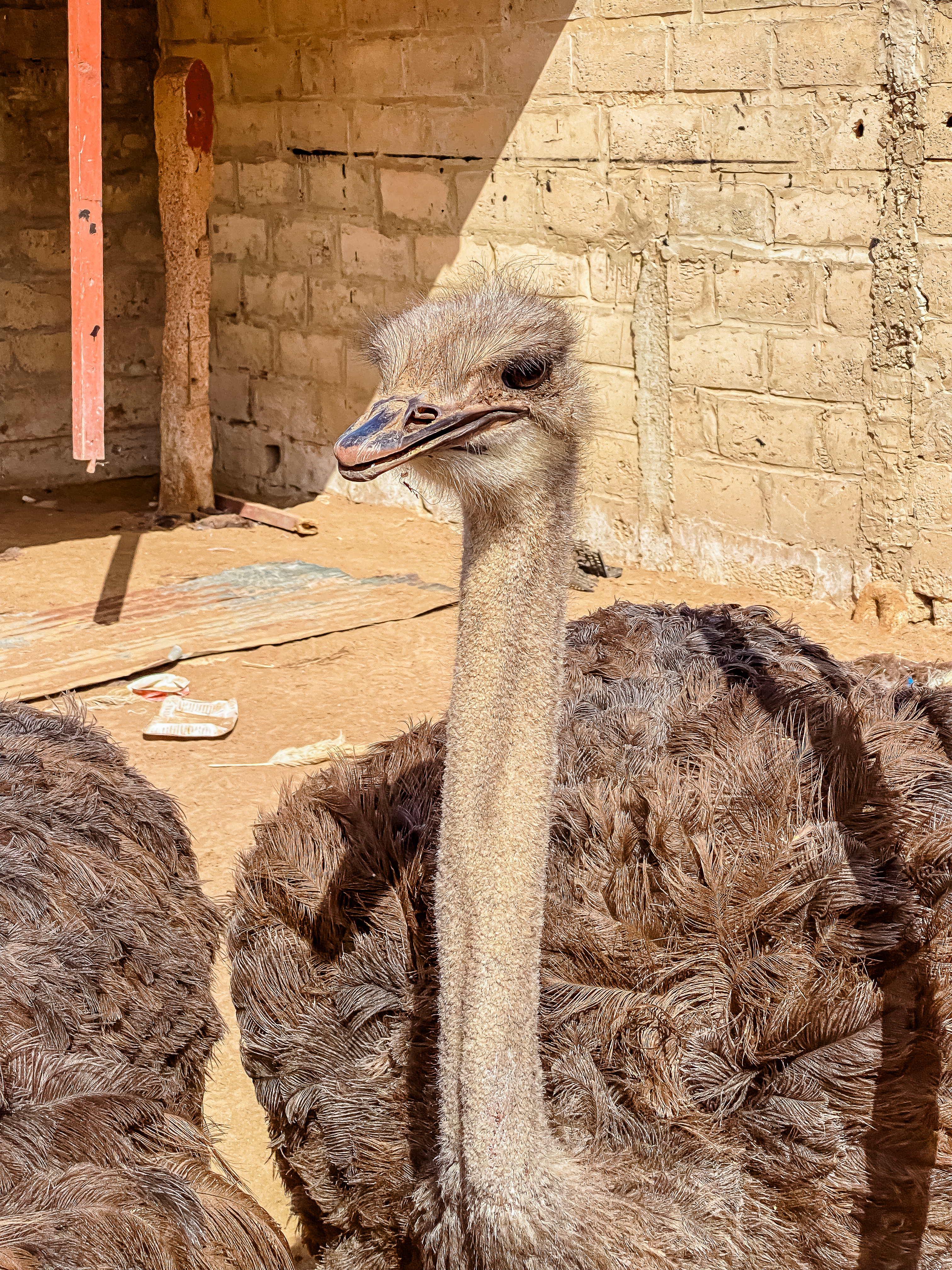